# Production de Harry Potter et les Reliques de la Mort
Pour les articles homonymes, voir Harry Potter et les Reliques de la Mort (homonymie).

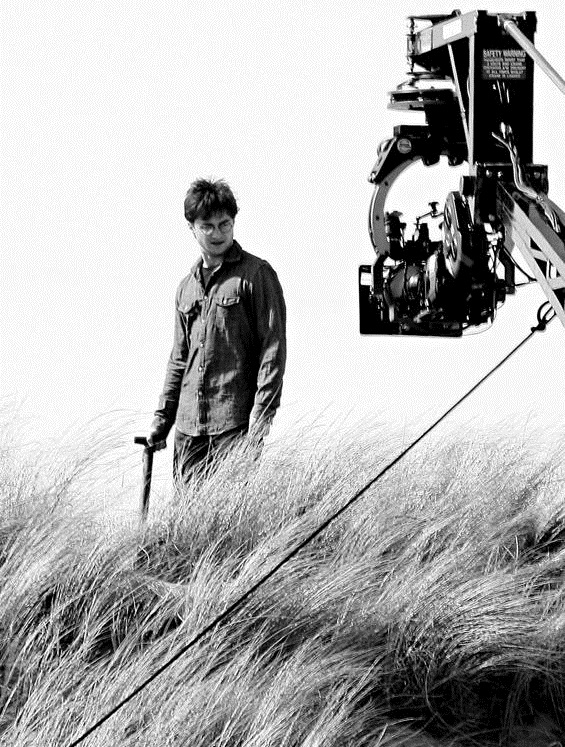
Daniel Radcliffe sur le tournage de Harry Potter et les Reliques de la Mort, partie 1, en mai 2009.

La production de Harry Potter et les Reliques de la Mort (en version originale : Harry Potter and the Deathly Hallows) a commencé en 2009. Il s'agit de l'adaptation du roman Harry Potter et les Reliques de la Mort de J. K. Rowling, réalisée par David Yates, et qui a été scindée au cinéma en deux parties : 
- Harry Potter et les Reliques de la Mort, partie 1, sortie en 2010 ;
- Harry Potter et les Reliques de la Mort, partie 2, sortie en 2011.

Le producteur David Heyman a expliqué dans une interview en 2008 vouloir donner à chaque partie du film « sa propre identité », et faire que chacune d'elles soit autonome, mais que du fait qu'il s'agirait d'un film en deux parties, le projet serait de tourner Les Reliques de la Mort comme un seul film.
Les deux parties sont écrites par Steve Kloves, qui scénarise toute la saga à l'exception du cinquième film. Les trois acteurs principaux Daniel Radcliffe (Harry Potter), Rupert Grint (Ron Weasley) et Emma Watson (Hermione Granger) reprennent leur rôle. John Williams, à qui l'on doit la musique des trois premiers films, déclare être intéressé par la composition de la bande originale et aurait donné son accord de principe, mais l'équipe décide finalement de confier ce travail au compositeur français Alexandre Desplat.
Le tournage a débuté le 19 février 2009 (pour la partie 1) et s'est terminé le 12 juin 2010 (pour la partie 2). Les deux parties sont sorties à huit mois d'écart : la première en novembre 2010 et la seconde en juillet 2011.
La première partie devait être passée en relief numérique (3D) en postproduction, mais faute de temps et de moyens, le transfert est abandonné quelques semaines avant la sortie du film. La seconde partie en a néanmoins bénéficié, et la version en 3D est ensuite rendue disponible en Blu-ray pour les deux parties.

## Développement
L'idée de diviser le dernier roman Harry Potter en deux parties a été suggérée par le producteur exécutif Lionel Wigram. Le producteur David Heyman a d'abord refusé, puis, après avoir relu le livre, discuté avec le scénariste Steve Kloves et obtenu l'approbation de J. K. Rowling, a accepté de scinder l'histoire en deux films,,. 

« Pour réduire le roman à un film de deux heures et demie, il aurait fallu abandonner tant d'éléments de l'histoire que cela aurait gâché non seulement ce volet, mais aussi toute la saga. »

— David Heyman
Pour Jeff Robinov, alors président de Warner Bros. Pictures, le roman regorge de points d'intrigue essentiels qui viennent compléter les histoires de tous les personnages appréciés, et il est donc pertinent selon lui d'étendre son adaptation sur deux parties.
David Heyman explique en 2008 vouloir donner à chaque partie du film « sa propre identité », et faire que chacune d'elles soit autonome, même si, pendant le tournage, l'histoire serait traitée comme s'il s'agissait d'un seul film.

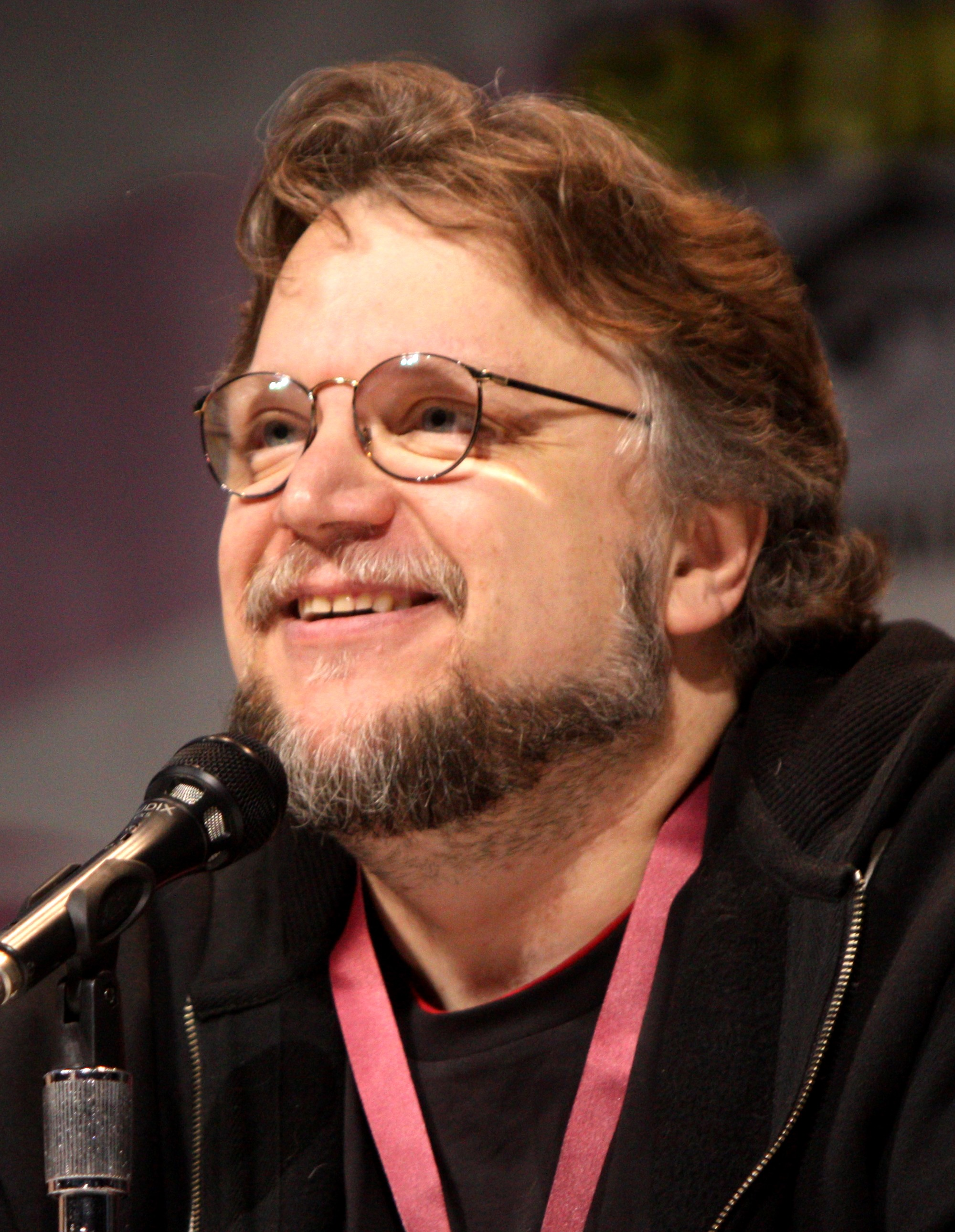
Guillermo del Toro est un temps pressenti pour adapter le dernier roman à l'écran.

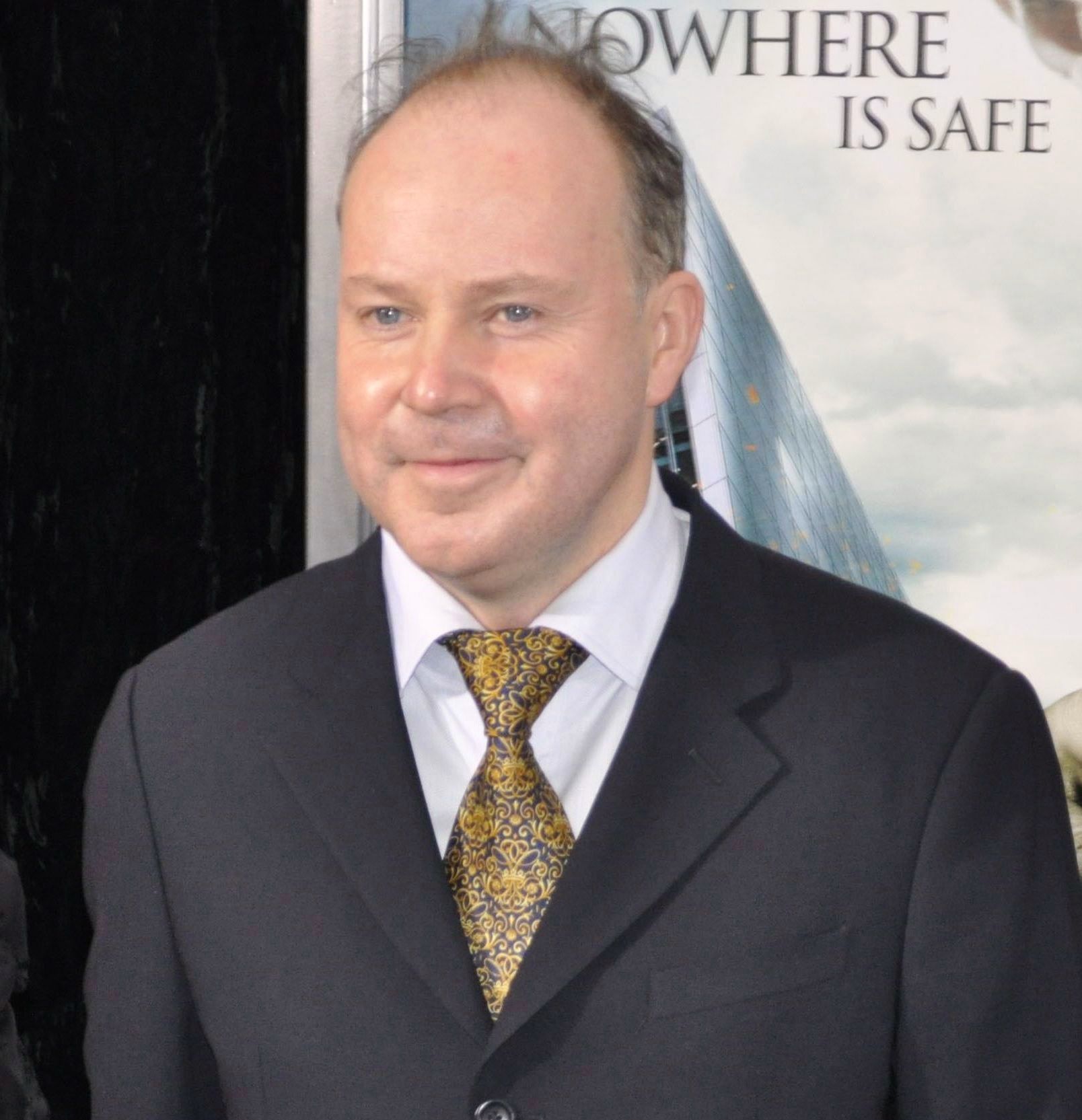
David Yates, réalisateur.

Avant que David Yates ne soit officiellement choisi pour diriger une nouvelle fois l'équipe, d'autres réalisateurs ont manifesté leur intérêt pour ce dernier opus. Alfonso Cuarón, réalisateur de Harry Potter et le Prisonnier d'Azkaban, a exprimé son envie de reprendre la direction, de même que Guillermo del Toro (bien que la charge de travail accrue sur l'adaptation du Hobbit dans laquelle ce dernier est alors impliqué l'exclut rapidement du projet). Pour la première fois depuis le début de la série cinématographique, Rowling est créditée en tant que productrice aux côtés de David Heyman et de David Barron, mais sa participation au processus de tournage est la même que pour les films précédents.
Comme l'ont souhaité David Heyman et David Yates, la partie 1 et la partie 2 ont été traitées comme un seul film au cours de la production, mais sont deux films avec des tons et des styles distincts, reliés uniquement par un « récit linéaire »,.
Dans une interview de 2011, Heyman précise que cette scission leur a également permis de s'attarder davantage sur les personnages et leurs émotions dans la première partie. Yates commente le contraste entre les deux parties, disant que la première est un road movie « tout à fait réel », presque filmé comme un documentaire, tandis que la seconde est « beaucoup plus lyrique, colorée et orientée fantasy », comportant d'énormes batailles,,,.

## Attribution des rôles
Les trois acteurs principaux Daniel Radcliffe (Harry Potter), Rupert Grint (Ron Weasley) et Emma Watson (Hermione Granger) reprennent leur rôle avec un cachet de quatre millions de livres sterling.
Différents nouveaux acteurs sont arrivés, lors de la production de ces deux films. Les plus notables sont Peter Mullan dans le rôle de Yaxley, Suzanne Toase, et Ralph Ineson, dans les rôles d'Alecto et Amycus Carrow. Nous pouvons également noter Nick Moran, dans le rôle Scabior, auquel le film lui a « donné un peu plus de place »[réf. nécessaire], ainsi que Rhys Ifans dans le rôle de Xenophilius Lovegood, père de Luna Lovegood.

## Tournage
La pré-production a commencé le 26 janvier 2009, avec un budget total de 250 000 000 $,, tandis que le tournage a commencé le 19 février 2009 aux studios Leavesden, où les six précédents épisodes ont été majoritairement tournés. Certaines scènes ont également été tournées au studios Pinewood, jusqu'au 26 mars 2010,,. La forêt de Swinley (en) est le principal site de tournage en plein air, avec le village de Lavenham dans le Suffolk. Parmi les autres sites de tournage reconnaissables figurent les falaises en lapiaz de Malham Cove et certaines rues de Londres, notamment Piccadilly Circus. Bruno Delbonnel, le directeur de la photographie du sixième film, a choisi de ne pas travailler sur ce dernier film, craignant de se répéter ; il est remplacé par Eduardo Serra.
Fin janvier 2009, lors du tournage d'une séquence aérienne à Leavesden, David Holmes, la doublure principale de Daniel Radcliffe pour ses cascades, subit une grave blessure à la colonne vertébrale qui le paralyse à vie,. Il continue néanmoins, après son hospitalisation, à travailler sur la production[Comment ?].
En octobre 2009, Ralph Fiennes commence à filmer certaines scènes autour de son personnage Voldemort. De nombreux acteurs adultes se sont également préparés au tournage pendant cette période.
Les deux parties sont tournées simultanément, ce qui fait que le tournage dure près de dix-huit mois. Il se termine officiellement le 12 juin 2010,. Les deux parties sortent à huit mois d'écart : la première en novembre 2010 et la seconde en juillet 2011.

### Documentaire

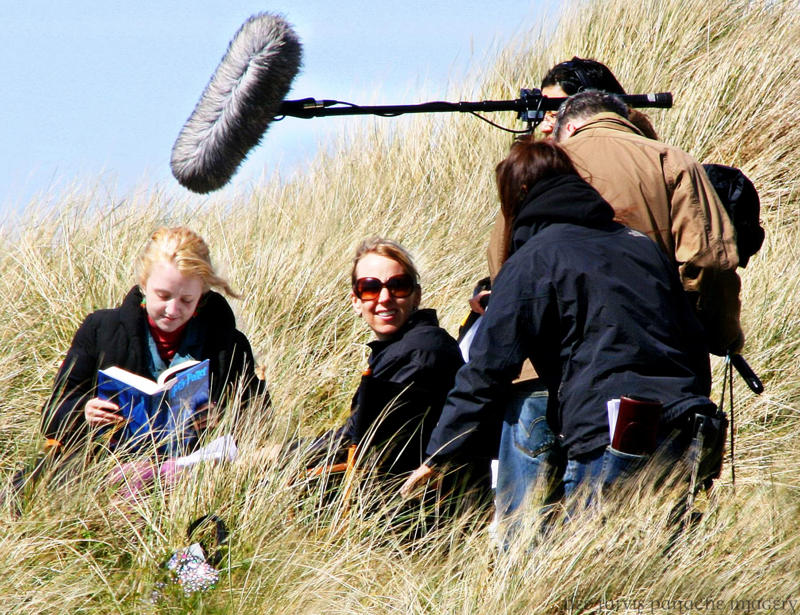
Evanna Lynch (à gauche) lisant un passage d'un roman Harry Potter pour le documentaire.

Pendant le tournage des Reliques de la Mort, le cinéaste britannique Morgan Matthews (en) tourne un film documentaire sur le processus de réalisation, ainsi que la vie des acteurs et de l'équipe de tournage. Selon le producteur David Heyman, « [Cela] montre les défis de la réalisation du film - les conséquences que cela impose aux acteurs et à l'équipe ». Matthews avait notamment accès à divers départements créatifs en coulisses, ainsi qu'au tournage sur les plateaux.

## Musique
Bandes originales de Harry Potter
Harry Potter et le Prince de sang-mêlé
(2009)
John Williams, à qui l'on doit la musique des trois premiers films, déclare être intéressé par la composition de la bande originale, et aurait donné son accord de principe, mais l'équipe décide finalement de confier ce travail au compositeur français Alexandre Desplat.
Comme les compositeurs des précédents films, Alexandre Desplat a choisi d'introduire de nouveaux thèmes musicaux tels Obliviate, ou le mystérieux Lily's Theme (repris dans Voldemorts's End), qui ouvrent respectivement la première et la seconde partie ; ou encore Statues, thème du combat contre les forces de Voldemort, qu'on entend - mis à part dans Statues - dans Courtyard Apocalypse.
Liste des musiques de la bande originale des deux parties du film :